# Otočje Kerguelen
Kerguelen je naziv za skupinu otoka u južnom Indijskom oceanu, koji su teritorij Francuske. Otoci su izvorno nenaseljeni, ali na njima se nalazi 50 do 100 francuskih istraživača, znanstvenika i inženjera.
Najveći otok Grande Terre ima površinu od 6675 km² i okružen je s oko 300 manjih otoka i otočića, te zajedno čine otočje površine od 7215 km².
Otočje je otkrio francuski pomorac Yves-Joseph de Kerguelen de Trémarec u veljači 1772.g.
Otok je bio motivom za novelu čileanskog književnika hrvatskog podrijetla El viento es un país que se fue, a motiv je bila kitolovačka republika koja je ovdje postojala u drugoj polovici 19. stoljeća.

## Otoci
Otoci otočja Kerguelen:
- Île Foch  (49°0′S 69°17′E / 49.000°S 69.283°E)
- Île Howe (48°52′S 69°27′E / 48.867°S 69.450°E)
- Île Saint-Lanne Gramont (48°55′S 69°12′E / 48.917°S 69.200°E)
- Île du Port  (49°11′S 69°36′E / 49.183°S 69.600°E)
- Île Longue (49°32′S 69°54′E / 49.533°S 69.900°E)
- Île Haute (49°22′S 69°54′E / 49.367°S 69.900°E)
- Île Australia (49°27′S 69°50′E / 49.450°S 69.833°E)
- Île de l'Ouest  (49°21′S 68°44′E / 49.350°S 68.733°E)
- Îles du Prince-de-Monaco  (49°36′S 69°14′E / 49.600°S 69.233°E)
- Îles Nuageuses  (48°37′S 68°44′E / 48.617°S 68.733°E)
- Îles de Boynes  (50°01′S 58°52′E / 50.017°S 58.867°E)
- Îles Leygues (48°41′S 69°29′E / 48.683°S 69.483°E)
- Île Altazin (49°38′S 69°45′E / 49.633°S 69.750°E)
- Île Gaby (49°39′S 69°46′E / 49.650°S 69.767°E)
- Île de Croÿ (48°38′19″S 68°38′29″E / 48.63861°S 68.64139°E)